# Empis bicolor
Empis bicolor är en tvåvingeart som beskrevs av Luigi Bellardi 1861. Empis bicolor ingår i släktet Empis och familjen dansflugor. Inga underarter finns listade i Catalogue of Life.